# 前橋プラザ元気21
前橋プラザ元気21は、前橋市の図書館や地元企業のフレッセイが出店している複合施設。
2019年4月から、同市のネーミングライツ制度により、「K´BIX元気21まえばし」の愛称が与えられている。

## 施設
閉店となった西友リヴィン前橋店の跡地を、前橋市が公共施設として2007年12月8日にオープンさせた。また、リヴィン前橋店WALK館は、現在元気21の駐車場やアーツ前橋、前橋シネマハウスとなっている。
現在、まえばし学校フェスタなどの催事を行っているほか、2階には前橋市立図書館の分館である前橋こども図書館がある。また、7、6階は群馬医療福祉大学のリハビリテーション学部が使用している。

## フロア
一部のフロアでは前橋市の行政を担当しており、そのほか図書館や学校、カフェ、地元企業が使用している。
2階は、こども交流プラザという愛称もついている。
- 本館

| 階数     | 概要 |
| -------- | --- |
| 7,6F     | 群馬医療福祉大学リハビリテーション学部 |
| 3Fから5F | 中央公民館 生涯学習課 |
| 3F       | 市民活動支援センター「Mサポ(エムサポ)」 |
| 2F       | 前橋こども図書館・子育てひろば |
| 1F       | にぎわいホール・にぎわい商業課・証明サービスコーナー・観光振興課・前橋観光コンベンション協会・CAFE DI ESPRESSO KO:HI:KAN前橋プラザ店・まえばしCITYエフエム・展示室 |
| B1F      | マルエドラッグ前橋プラザ元気21店 |

- 前橋市民交流プラザ等駐車場

| 階数・場所                    | 概要             |
| ----------------------------- | ---------------- |
| 屋上階から4階                 | 立体駐車場       |
| 3階と前橋プラザ元気21連絡通路 | 前橋シネマハウス |
| 地下1階から2階                | アーツ前橋       |

### 前橋こども図書館
前橋市立図書館の分館。主に児童書が多く、ワンフロアの施設では日本最大級の128,299冊（平成26年3月31日現在）が貯蔵されている。
ユニークな書架や森林機関車のオブジェなどを置かれており、乳幼児から本に親しめるように工夫されている。開館時間は午前10時から午後6時まで。毎月第四水曜日、6月第一月曜日、12月第一月曜日、年末年始、特別整理期間は休館。電話番号は027-230-8833。

## アクセス
- 前橋駅から徒歩10分
- 中央前橋駅から徒歩  5分
- 本町バス停から徒歩 1分
- マイバス南循環27「坂下」から徒歩2分
- マイバス共通1「銀座イベント広場」から徒歩3分

## 公式サイト
前橋市公式サイト